# Strada statale 107 Silana Crotonese
La strada statale 107 Silana Crotonese è una strada statale italiana.

## Aspetti generali
Lunga 138 km, parte da Paola, passa attraverso Cosenza incrociandosi con l'autostrada Salerno Reggio Calabria. I principali punti di riferimento sono altresì San Giovanni in Fiore e i paesi della Valle del Neto in provincia di Crotone. Realizzata nello stesso periodo della autostrada Salerno-Reggio Calabria (odierna A2 del Mediterraneo), deve la sua realizzazione alla tenacia dell'allora Ministro Giacomo Mancini che appoggiò fortemente l'idea della realizzazione di una "Strada di Grande Comunicazione" che attraversasse l'altopiano della Sila, un collegamento moderno fra le città di Cosenza e di Crotone.
L'avvio dei lavori venne sancito da una cerimonia tenutasi il 23 maggio 1965 in località Villa Miceli alla presenza del ministro Mancini.

## L'importanza strategica
La strada è di elevata importanza ed è la seconda "trasversale" della Calabria dopo la SS 280. La regione  poggia le sue basi viarie su strade di attraversamento longitudinale nord/sud, come l'Autostrada A2 del Mediterraneo, la SS 106 ionica, e la SS 18 tirrenica, mentre scarsi sono gli attraversamenti trasversali est/ovest, in quanto l'orografia del territorio ne rende difficoltoso l'attraversamento. La realizzazione di tratte trasversali è sempre stata complicata, sia perché strategicamente sconvenienti (anche se esistono grossi centri nelle aree interne delle Sila), sia perché di difficile realizzazione. L'assetto viario trasversale, s'era incentrato sull'ammodernamento di precedenti strade poderali o di strade già esistenti, riconvertite poi in Strade Provinciali, mentre la realizzazione di vere e proprie "superstrade" di attraversamento dei rilievi montuosi calabresi, ebbe inizio negli anni settanta e proprio con la SS 107 che ha  interrotto l'isolamento delle aree montuose, principalmente il rilievo montuoso della Sila.
Con la sua realizzazione si è dato slancio allo sviluppo di alcuni centri turistici dell'altopiano, quali Lorica e Camigliatello Silano, il primo raggiungibile proseguendo poi per la SP 211, mentre il secondo lambito dalla SS 107, quindi di facile raggiungimento. La strada, di buon scorrimento consente di accedere alle Strade Provinciali presente sul massiccio calabrese, per raggiungere con facilità tutti i centri turistici più importanti, la sede del Parco Nazionale della Sila, e i quattro laghi artificiali realizzati in Sila, ovvero Cecita, Arvo, Ampollino, Ariamacina. La strada è di notevole interesse anche per tutto il medio-alto Tirreno cosentino in quanto consente di raggiungere l'Università della Calabria e il capoluogo Cosenza.

## I mari toccati e i rilievi attraversati
La SS 107 attraversa due importanti rilievi montuosi della Calabria: la Sila e la Catena Costiera, collegando il Tirreno cosentino allo Ionio crotonese. L'andamento della Strada è pertanto altalenante, si va dai 135m s.l.m. di Paola, ai 790 metri s.l.m. del valico della Catena Costiera, in prossimità della galleria "Crocetta", riscendendo poi ai 200 metri circa s.l.m. tra i comuni di Rende, Cosenza e Zumpano, per poi risalire ai 1435 metri s.l.m. del "Valico della Sierra del Fiego" nel comune di San Pietro in Guarano, fino a declinare definitivamente a 13 metri sul livello del mare in località "Passovecchio" della città di Crotone. 

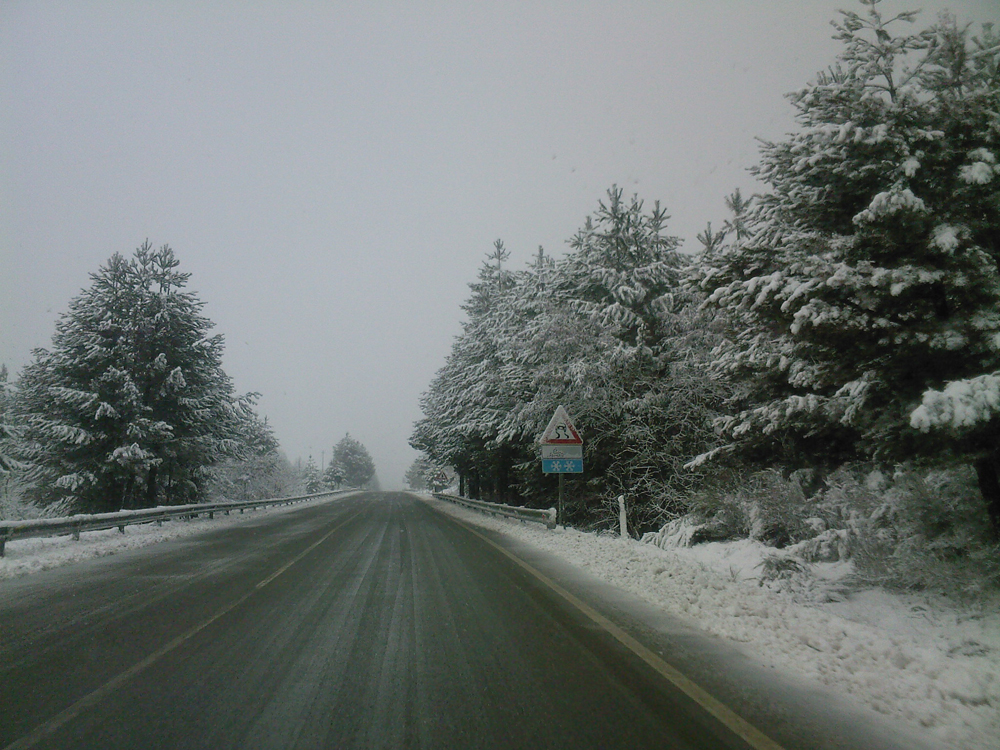
La SS 107 innevata

## Le città e i paesi attraversati
I centri abitati attraversati dalla SS 107 sono (in ordine da Paola verso Crotone): San Fili, Rende, Cosenza, Rovito, Celico, Spezzano della Sila, Camigliatello Silano, San Nicola Silano e San Giovanni in Fiore (in provincia di Cosenza), Castelsilano, Cerenzia, Caccuri, la Valle del Neto con Rocca di Neto e Belvedere di Spinello (in provincia di Crotone).

## Pericolosità
La strada negli anni è divenuta strategicamente sempre più importante e pertanto, sempre più trafficata. Quotidianamente è attraversata da numerosi mezzi autoarticolati, molti dei quali di industrie boschive ricadenti sul territorio. L'aumento del flusso di questi mezzi, unito alla consistenza meteorologica che spesso imperversa lungo il tracciato (piogge abbondanti e frequenti e nevicate altrettanto abbondanti), ha progressivamente aumentato la pericolosità della strada, specie in alcuni tratti tortuosi e difficili ove si attraversano gallerie e lunghi viadotti. La strada è, infatti, impietosamente presente nell'elenco delle 10 strade più pericolose d'Italia, occupando la 7ª posizione.